# フアン・カルロス・サルガド
フアン・カルロス・サルガド・ザンブラーノ（Juan Carlos Salgado Zambrano、1984年12月20日 - ）は、メキシコのプロボクサー。メキシコシティ出身。元WBA世界スーパーフェザー級王者。元IBF世界スーパーフェザー級王者。イグナシオ・ベリスタインの門下生。

## 来歴
2003年3月13日、プロデビュー。
2009年10月10日、国立代々木第二体育館でWBA世界スーパーフェザー級王者ホルヘ・リナレス（ベネズエラ・帝拳）に挑戦し、初回左フックでダウンを奪うと、さらにラッシュで2度目のダウンを奪い、1分13秒TKO勝ちで王座を獲得した。リナレスはプロキャリア初黒星となった。この試合は2009年度のリングマガジン アップセット・オブ・ザ・イヤーに選ばれた。
2010年1月11日、東京ビッグサイトで同級3位の内山高志（日本・ワタナベ）と対戦し、最終12回に1度ダウンを奪われた後にラッシュを浴び、TKO負け。プロキャリア初黒星を喫するとともに王座から陥落した。試合後は完敗を認め新王者の内山を称えた。
2010年6月26日、シナロア州ロスモチスでグアダルペ・ロサレス（メキシコ）とライト級10回戦の再起戦を行う。4回、プッシュ気味に相手を押し倒したことで1点減点されたが、その後の集中打で相手を追い込み4回1分22秒TKO勝ち。
2011年9月10日、ハリスコ州グアダラハラでIBF世界スーパーフェザー級王座決定戦を同級1位アルヘニス・メンデス（ドミニカ共和国）と争い、試合は7回までポイントを重ね優位に進めるも、8回からメンデスの反撃が始まり、最終12回には連打を食いダウンを奪われフラフラの状態になりあわや内山戦の再現かと思われたがクリンチでなんとか逃げ切り判定へ、採点の結果は12回3-0(115-110、2者が114-112)の小差判定勝ちで王座返り咲きに成功、WBAに続くスーパーフェザー級2冠を果たした。
2011年12月10日、シナロア州ロスモチスでミゲール・ベルトランと対戦。2回の攻防の最中、偶然のバッティングによりサルガドが左目蓋をカット。その後ドクターの検診により続行不可能と判断され、2回ノーコンテスト（無効試合）となり初防衛に成功した。
2012年4月28日、キンタナ・ロー州カンクンでIBF世界1位のマルティン・オソリオ（メキシコ）と指名試合。2回と3回にダウンを奪い好スタートを切ったが、5回に左目をカットしてしまい以降は大量の出血に悩まされ、さらにオソリオの反撃により後半は大苦戦するが前半の貯金により2-0の判定勝ちで2度目の防衛に成功した。
2012年8月18日、プエブラで元WBA世界フェザー級王者ジョナサン・ビクター・バロス（アルゼンチン）と対戦。サルガド自身左目尻から出血してしまうが12回を上手く戦い3-0の判定勝ちで3度目の防衛に成功。
2013年3月9日、カルフォルニア州コスタメサのザ・ハンガーでアルヘニス・メンデスと再戦。左フック一撃で失神し、4回45秒KO負けでIBF4度目の防衛に失敗、王座から陥落した。
2014年10月22日、国立代々木第二体育館で元2階級制覇王者粟生隆寛（日本・帝拳）と対戦するが、0-3の判定負けを喫し王座陥落から3連敗となった。
2016年3月26日、メキシコシティのアリーナ・コリセオでWBCインターナショナルライト級シルバー王者のダンテ・ハルドンと対戦するが12回3-0(118-110、117-112、116-112)の判定負けを喫した。
2016年11月16日、ハイチでWBAフェデラテンライト級王者エバンス・ピエールと対戦するが、11回0-3（2者が98-109、98.5-108.5）の判定負けを喫した。これで王座陥落から通算6連敗を経験することになる。

## 戦績
- アマチュアボクシング：38戦34勝4敗
- プロボクシング：40戦28勝（17KO）10敗1分1無効試合

| 戦           | 日付           | 勝敗 | 時間     | 内容    | 対戦相手                           | 国籍           | 備考                                                  |
| ------------ | -------------- | ---- | -------- | ------- | ---------------------------------- | -------------- | ----------------------------------------------------- |
| 1            | 2003年3月13日  | 勝利 | 4R       | 判定3-0 | クラウディオ・リカルド・フローレス | メキシコ       | プロデビュー戦                                        |
| 2            | 2003年5月8日   | 勝利 | 4R       | TKO     | イシドロ・レイジェス               | メキシコ       |                                                       |
| 3            | 2003年7月10日  | 勝利 | 4R       | 判定3-0 | アドライン・テレス                 | メキシコ       |                                                       |
| 4            | 2003年8月28日  | 勝利 | 4R       | 判定3-0 | ホルヘ・アルベルト・ロペス         | メキシコ       |                                                       |
| 5            | 2003年10月11日 | 勝利 | 3R       | TKO     | ラファエル・チェカ                 | メキシコ       |                                                       |
| 6            | 2003年12月13日 | 勝利 | 4R       | TKO     | アンヘル・ナバレッテ               | メキシコ       |                                                       |
| 7            | 2004年3月6日   | 勝利 | 5R       | TKO     | モイセス・ディアス                 | メキシコ       |                                                       |
| 8            | 2004年4月24日  | 勝利 | 2R       | TKO     | セサール・カスティーリョ           | メキシコ       |                                                       |
| 9            | 2004年6月9日   | 勝利 | 2R       | TKO     | イスマエル・ファビアン・ラミレス   | メキシコ       |                                                       |
| 10           | 2004年7月8日   | 勝利 | 1R 2:18  | TKO     | イシドロ・サリナス                 | メキシコ       |                                                       |
| 11           | 2004年8月20日  | 勝利 | 1R       | TKO     | ホアキン・バルガス                 | メキシコ       |                                                       |
| 12           | 2004年11月19日 | 勝利 | 9R 0:56  | KO      | ホセ・ルイス・ガスパー             | メキシコ       | FECARBOXフェザー級王座決定戦                          |
| 13           | 2005年7月22日  | 勝利 | 5R       | TKO     | グアダルペ・ヘルナンデス           | メキシコ       |                                                       |
| 14           | 2005年11月17日 | 引分 | 12R      | 判定    | ベルマン・サンチェス               | ニカラグア     | WBAフェデセントロスーパーフェザー級タイトルマッチ     |
| 15           | 2006年2月24日  | 勝利 | 5R 1:43  | TKO     | イスマエル・ゴンサレス             | メキシコ       |                                                       |
| 16           | 2006年5月26日  | 勝利 | 2R 2:44  | TKO     | アンヘル・アリリオ・リベロ         | ベネズエラ     | WBAアメリカ大陸フェザー級タイトルマッチ               |
| 17           | 2006年9月22日  | 勝利 | 1R 2:36  | TKO     | アダルベルト・ボルケス             | メキシコ       |                                                       |
| 18           | 2006年11月18日 | 勝利 | 6R       | 判定3-0 | マルコス・リコナ                   | メキシコ       |                                                       |
| 19           | 2007年6月29日  | 勝利 | 10R      | 判定3-0 | イバン・バーレ                     | アメリカ合衆国 |                                                       |
| 20           | 2009年1月24日  | 勝利 | 6R       | 判定3-0 | クリスチャン・ファベラ             | メキシコ       |                                                       |
| 21           | 2009年5月23日  | 勝利 | 1R       | TKO     | アンヘル・レイナ                   | メキシコ       |                                                       |
| 22           | 2009年10月10日 | 勝利 | 1R 1:13  | TKO     | ホルヘ・リナレス（帝拳）           | ベネズエラ     | WBA世界スーパーフェザー級タイトルマッチ               |
| 23           | 2010年1月11日  | 敗北 | 12R 2:48 | TKO     | 内山高志（ワタナベ）               | 日本           | WBA王座陥落                                           |
| 24           | 2010年6月26日  | 勝利 | 4R 1:22  | TKO     | グアダルペ・ロサレス               | メキシコ       |                                                       |
| 25           | 2011年2月26日  | 勝利 | 10R      | 判定3-0 | グアダルペ・ロサレス               | メキシコ       |                                                       |
| 26           | 2011年9月10日  | 勝利 | 12R      | 判定3-0 | アルヘニス・メンデス               | ドミニカ共和国 | IBF世界スーパーフェザー級王座決定戦                   |
| 27           | 2011年12月10日 | -    | 2R       | NC      | ミゲール・ベルトラン               | メキシコ       | IBF防衛1                                              |
| 28           | 2012年4月28日  | 勝利 | 12R      | 判定2-0 | マルティン・オソリオ               | メキシコ       | IBF防衛2                                              |
| 29           | 2012年8月18日  | 勝利 | 12R      | 判定3-0 | ジョナサン・ビクター・バロス       | アルゼンチン   | IBF防衛3                                              |
| 30           | 2013年3月9日   | 敗北 | 4R 0:45  | KO      | アルヘニス・メンデス               | ドミニカ共和国 | IBF王座陥落                                           |
| 31           | 2013年11月9日  | 敗北 | 11R 1:42 | TKO     | ミゲル・ローマン                   | メキシコ       | WBCインターナショナルライト級シルバー王座決定戦       |
| 32           | 2014年10月22日 | 敗北 | 10R      | 判定0-3 | 粟生隆寛 （帝拳）                  | 日本           |                                                       |
| 33           | 2015年1月31日  | 敗北 | 10R      | 判定1-2 | ハイロ・ロペス                     | メキシコ       |                                                       |
| 34           | 2016年3月26日  | 敗北 | 12R      | 判定0-3 | ダンテ・ハルドン                   | メキシコ       | WBCシルバー・インターナショナルライト級タイトルマッチ |
| 35           | 2016年11月16日 | 敗北 | 11R      | 判定0-3 | エバンス・ピエール                 | ハイチ         | WBAフェデラテンライト級タイトルマッチ                 |
| 36           | 2017年10月13日 | 勝利 | 8R       | 判定3-0 | ファン・ダニエル・ベドーヤ         | メキシコ       |                                                       |
| 37           | 2018年3月23日  | 敗北 | 10R      | 判定0-3 | ローガン・ユン                     | アメリカ合衆国 | NABO北米スーパーライト級ユース王座決定戦              |
| 38           | 2018年6月24日  | 敗北 | 3R 1:52  | KO      | バージル・オルティス・ジュニア     | アメリカ合衆国 |                                                       |
| 39           | 2021年10月23日 | 勝利 | 4R 終了  | TKO     | アルベルト・アルティガ             | メキシコ       |                                                       |
| 40           | 2022年5月27日  | 敗北 | 2R 0:49  | TKO     | オレステス・ベラスケス             | キューバ       |                                                       |
| テンプレート |                |      |          |         |                                    |                |                                                       |

## 獲得タイトル
- FECARBOXフェザー級王座
- WBAアメリカ大陸フェザー級王座
- WBA世界スーパーフェザー級王座（防衛0）
- IBF世界スーパーフェザー級王座（防衛3）

## 表彰
- 2009年度リングマガジン アップセット・オブ・ザ・イヤー（ホルヘ・リナレス戦）